# Placiti cassinesi

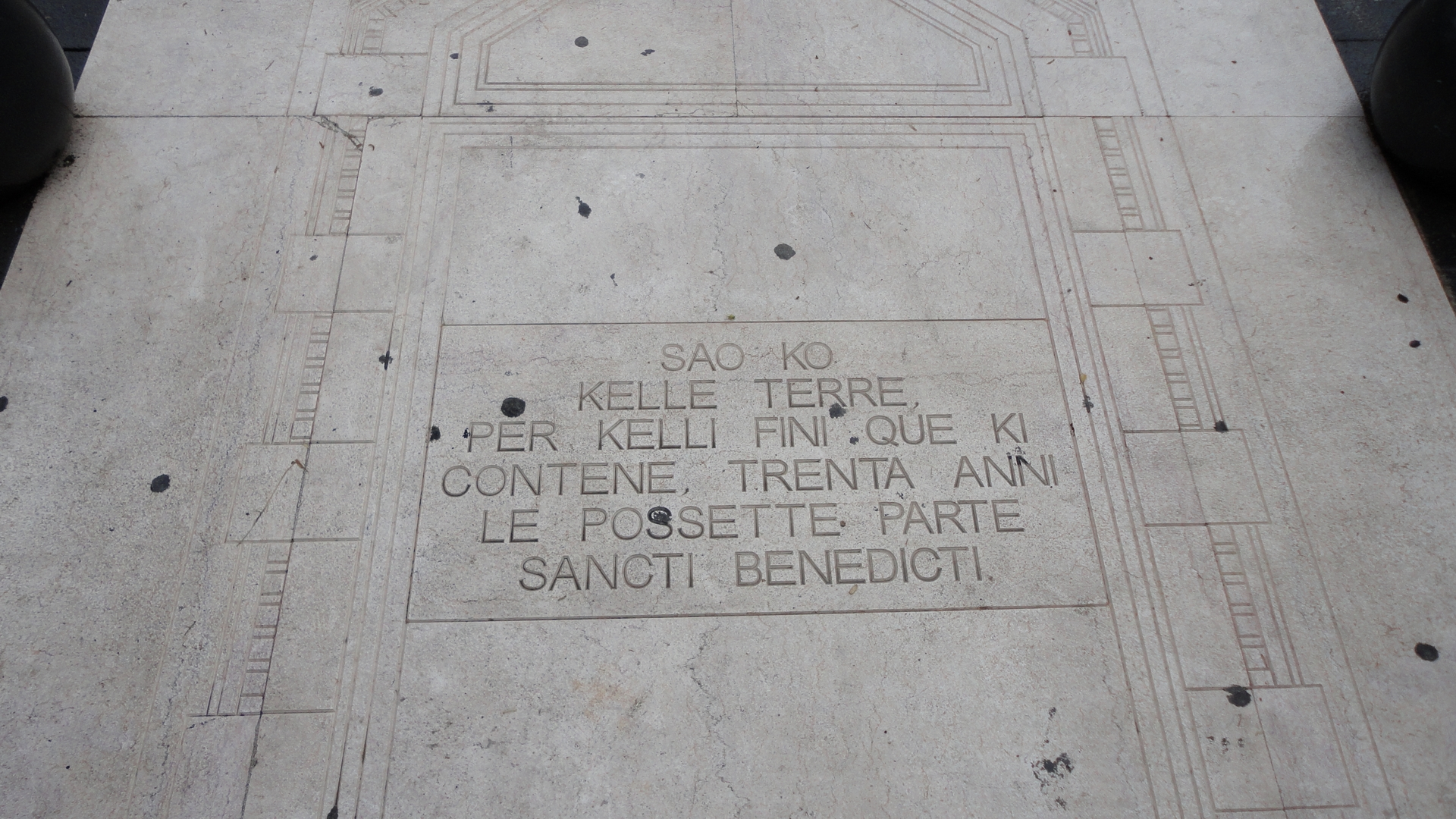
Inscripción en mármol colocda en el suelo de la Plaza Medaglie d'oro en Capua, que es el primer texto en italorromance.

Los cuatro placiti cassinesi son cuatro declaraciones juradas, registradas entre los años 960 y 963, sobre la propiedad de ciertas tierras de los monasterios benedictinos de Capua, Sessa Aurunca y Teano son los primeros documentos en italorromance escritos en una lengua que pretende ser oficial y docto.
Se refería a una disputa sobre los límites de propiedad entre el monasterio de Montecassino y un pequeño señor feudal local, Rodelgrimo d'Aquino. Con este documento, tres testigos testificaban a favor de los benedictinos ante el juez Arechisi, indicando con un dedo, los límites del lugar que había sido ocupado ilegalmente por un campesino después de la destrucción de la abadía en 885 de parte de sarracenos.
La fórmula del juramento capuano fue incluida en la misma frase, escrita en latín, y se repite cuatro veces. Los textos dicen así:

Sao ko kelle terre, per kelle fini que ki contene, trenta anni le possette parte Sancti Benedicti.
Capua, marzo 960

Sao cco kelle terre, per kelle fini que tebe monstrai, Pergoaldi foro, que ki contene, et trenta anni le possette.
Sessa, marzo 963

Kella terra, per kelle fini que bobe mostrai, sancte Marie è, et trenta anni la posset parte sancte Marie.
Teano, octubre 963

Sao cco kelle terre, per kelle fini que tebe mostrai, trenta anni le possette parte sancte Marie.
Teano, octubre 963